# Liga Sorocabana de Futebol
A Liga Sorocabana de Futebol é uma liga que mantém o Campeonato Amador de Sorocaba, competição de futebol que acontece na cidade de Sorocaba, São Paulo.
O torneio teve início em 1921 com o campeonato citadino, que aconteceu até 1976, tendo três pausas: entre 1923-1930, entre 1934-1940 e 1948.
Em 1948, após uma crise na Lisofu, não houve campeonato citadino, em seu lugar a prefeitura organizou um campeonato Municipal, denominado de Taça Cidade de Sorocaba, o vencedor deste certame foi o Sorocaba Futebol Clube, invicto.
A partir do ano de 1967 o campeonato citadino entra em decadência, perdendo o posto de principal campeonato da cidade para o Campeonato Varzeano, que vinha sendo disputado desde 1957. Agrupando o campeonato Citadino e o campeonato varzeano, o América FC é o maior vencedor com doze conquistas, seguido do Fortaleza Clube com onze.
O campeonato Citadino foi organizado pela Liga Sorocabana de Futebol (LSF) em 1921/22 e entre 1931-1933, até que ela foi extinta sem concluir o campeonato de 1933. Após 8 anos sem um campeonato municipal é fundada em 1941 a Liga Sorocabana de Futebol (LISOFU), que promoveu a competição até 1976. Após uma dez anos paralisada a LISOFU foi reorganizada e passou a promover o Campeonato Amador de Sorocaba, entre 1986 e 1999.
Atualmente o Campeonato Varzeano é organizado pela Secretaria de Esporte e Qualidade de Vida (SEQUAV) e é dividido em duas categorias: Futebol Varzeano e Futebol Veterano.O Futebol Varzeano é dividido em quatro divisões:
- Taça Cidade de Sorocaba (1.ª divisão)
- Taça Palácio dos Tropeiros (2.ª divisão)
- Taça Baltazar Fernandes (3.ª divisão)
- Taça Manchester Paulista (4.ª divisão)[1]

## Campeões do Campeonato Citadino e Amador

### Campeonato Citadino de Sorocaba
| 1921 | LSF    | São Bento         | São Paulo Athletic |
| 1922 | LSF    | São Bento         | EC Guarany         |
| 1931 | LSF    | Sorocaba FC       | São Bento          |
| 1932 | LSF    | Fortaleza Clube   | Sorocaba FC        |
| 1933 | LSF    | Não Houve         | Não Houve          |
| 1941 | Lisofu | Fortaleza Clube   | Estrada            |
| 1942 | Lisofu | Estrada           | São Bento          |
| 1943 | Lisofu | Estrada           | Fortaleza Clube    |
| 1944 | Lisofu | São Bento         | CA Votorantim      |
| 1945 | Lisofu | Fortaleza Clube   | Estrada            |
| 1946 | Lisofu | Scarpa            | CA Votorantim      |
| 1947 | Lisofu | CA Votorantim     | Fortaleza Clube    |
| 1949 | Lisofu | Fortaleza Clube   | Estrada            |
| 1950 | Lisofu | Fortaleza Clube   | Estrada            |
| 1951 | Lisofu | Fortaleza Clube   | Fluminense FC      |
| 1952 | Lisofu | Estrada           | CA Votorantim      |
| 1953 | Lisofu | EC Avaí           | Func. Municipais   |
| 1954 | Lisofu | Estrada           | São Bento          |
| 1955 | Lisofu | São Bento         | Fortaleza Clube    |
| 1956 | Lisofu | Fortaleza Clube   | Estrada            |
| 1957 | Lisofu | Metidieri FC      | Fortaleza Clube    |
| 1958 | Lisofu | Fortaleza Clube   | Metidieri FC       |
| 1959 | Lisofu | São Bento         | EC Corinthians     |
| 1960 | Lisofu | EC Corinthians    | Metidieri FC       |
| 1961 | Lisofu | EC Corinthians    | Metidieri FC       |
| 1962 | Lisofu | São Bento         | Func. Municipais   |
| 1963 | Lisofu | São Bento         | Metalúrgica        |
| 1964 | Lisofu | Operário FC       | Metalúrgica        |
| 1965 | Lisofu | Estrada           | EC Corinthians     |
| 1966 | Lisofu | Estrada           | Fortaleza Clube    |
| 1967 | Lisofu | Estrada           | Fortaleza Clube    |
| 1968 | Lisofu | Fortaleza Clube   | Estrada            |
| 1969 | Lisofu | Fortaleza Clube   | Grêmio Brigadeiro  |
| 1970 | Lisofu | Fortaleza Clube   | São Bento          |
| 1971 | Lisofu | São Bento         | GD Polícia Militar |
| 1975 | Lisofu | São Bento         | GD Polícia Militar |
| 1976 | Lisofu | AA Parada do Alto | Fortaleza Clube    |

: Campeão invicto
| Equipe            | Títulos | Anos                                                             |
| ----------------- | ------- | ---------------------------------------------------------------- |
| Fortaleza Clube   | 11      | 1932, 1941, 1945, 1949, 1950, 1951, 1956,1958, 1968, 1969 e 1970 |
| São Bento         | 9       | 1921, 1922, 1944, 1955, 1959, 1962, 1963, 1971 e 1975            |
| Estrada           | 7       | 1942, 1943, 1952, 1954, 1965, 1966 e 1967                        |
| EC Corinthians    | 2       | 1961 e 1962                                                      |
| Sorocaba FC       | 1       | 1931                                                             |
| Scarpa            | 1       | 1946                                                             |
| CA Votorantim     | 1       | 1947                                                             |
| EC Avaí           | 1       | 1953                                                             |
| Metidieri FC      | 1       | 1957                                                             |
| Operário FC       | 1       | 1964                                                             |
| AA Parada do Alto | 1       | 1976                                                             |

#### Campeões da Segunda Divisão do Citadino
| 1945                      | Sorocaba FC    |
| 1946                      | Botafogo FC    |
| 1947                      | Botafogo FC    |
| 1948 e 1949 não disputado |                |
| 1950                      | Fluminense FC  |
| 1951 a 1953 não disputado |                |
| 1954                      | EC Corinthians |
| 1955 e 1956 não disputado |                |
| 1957                      | Unidos FC      |

### Campeonato Amador de Sorocaba
| 1986 | São Bento             | Estrada            |
| 1987 | Jardim dos Estados    | Avenida            |
| 1988 | São Bento             | Jardim dos Estados |
| 1989 | Avenida               | Canto do Rio       |
| 1990 | Atlético do Éden      | América            |
| 1991 | Barcelona             | Ferroviária        |
| 1992 | Canto do Rio          | América            |
| 1993 | Não realizado         | Não realizado      |
| 1994 | Portuguesa Vila Assis | Paranazinho        |
| 1995 | Não realizado         | Não realizado      |
| 1996 | Canto do Rio          | Monte Negro        |
| 1997 | Não realizado         | Não realizado      |
| 1998 | Jardim dos Estados    | Barcelona          |
| 1999 | Avenida               | Grêmio Engenharia  |

## Campeões do Campeonato Varzeano (1957–2022)[2]

### Taça Cidade de Sorocaba
| 1957        | Pinheiros (1)                               | Grêmio Santa Terezinha                      |
| 1958        | Grêmio Santa Terezinha (1)                  | Bandeirante de Brigadeiro Tobias            |
| 1959        | III Centenário (1)                          | Expedicionários                             |
| 1960        | América (1)                                 | Expedicionários                             |
| 1961        | América (2)                                 | Vila Fiori                                  |
| 1962        | Grêmio Santa Terezinha (2)                  | Avenida                                     |
| 1963        | Botafogo (1)                                | Paulistinha                                 |
| 1964        | Camargo Corrêa (1)                          | Madureira                                   |
| 1965        | Canto do Rio (Supiriri) (1)                 | Paulistano                                  |
| 1966        | Grêmio Santa Terezinha (3)                  | Santos                                      |
| 1967        | Grêmio Santa Terezinha (4)                  | União                                       |
| 1968        | Brahma FC (1)                               | Canto do Rio                                |
| 1969        | Brahma FC (2)                               | Cipan                                       |
| 1970        | Rio Acima (1)                               | Servidores Municipais                       |
| 1971        | Olaria FC (1)                               | Grêmio Santa Terezinha                      |
| 1972        | Olaria FC(2)                                | Grêmio Santa Terezinha                      |
| 1973        | Gênova (1)                                  | Votorantim                                  |
| 1974        | Gênova (2)                                  | Alber Flex                                  |
| 1975        | Grêmio Santa Terezinha (5)                  | Olaria FC                                   |
| 1976        | Alber Flex (1)                              | Olaria FC                                   |
| 1977        | Grêmio Santa Terezinha( 6)                  | Gênova                                      |
| 1978        | Grêmio Santa Terezinha (7)                  | Central Parque                              |
| 1979        | América (3)                                 | Central Parque                              |
| 1980        | Canto do Rio (1)                            | Atlético do Éden                            |
| 1981        | América (4)                                 | Atlético do Éden                            |
| 1982        | América (5)                                 | Barcelona                                   |
| 1983        | Perico (1)                                  | Avenida                                     |
| 1984        | Coral Tintas (1)                            | América                                     |
| 1985        | América (6)                                 | Jardim dos Estados                          |
| 1986        | Paulistano (1)                              | Barcelona                                   |
| 1987        | Nacional (1)                                | Barcelona                                   |
| 1988        | América (7)                                 | Espanha                                     |
| 1989        | Ferroviária (1)                             | Canto do Rio                                |
| 1990        | Barcelona (1)                               | América                                     |
| 1991        | América (8)                                 | Ferroviária                                 |
| 1992        | América (9)                                 | Internacional                               |
| 1993        | Barcelona(2)                                | Categeró                                    |
| 1994        | Ferroviária/Nacional (2)                    | América                                     |
| 1995        | Monte Negro (1)                             | América                                     |
| 1996        | Grêmio Brigadeiro (1)                       | Canto do Rio                                |
| 1997        | Jardim dos Estados (1)                      | Monte Negro                                 |
| 1998        | EC Paulista (1)                             | América                                     |
| 1999        | Laranjeiras (1)                             | Avenida                                     |
| 2000        | Laranjeiras (2)                             | Avenida                                     |
| 2001        | Laranjeiras (3)                             | Barcelona                                   |
| 2002        | Avenida (1)                                 | Maria Eugênia                               |
| 2003        | Avenida (2)                                 | América                                     |
| 2004        | Nova Esperança (1)                          | Laranjeiras                                 |
| 2005        | América (10)                                | Avenida                                     |
| 2006        | América (11)                                | Vila Helena                                 |
| 2007        | Não disputado                               | Não disputado                               |
| 2008        | Nova Esperança (2)                          | Vila Helena                                 |
| 2009        | Nova Esperança (3)                          | Vila Helena                                 |
| 2010        | Vila Helena (1)                             | Alvorada Jardim Refúgio                     |
| 2011        | Vila Helena (2)                             | Paranazinho                                 |
| 2012        | Paranazinho (1)                             | América                                     |
| 2013        | AA Beira Rio (1)                            | Nova Esperança                              |
| 2014        | Nova Esperança (4)                          | América                                     |
| 2015        | América (12)                                | Vila Helena                                 |
| 2016        | Paulistano (2)                              | Nova Esperança                              |
| 2017        | Vila Helena (3)                             | Nova Esperança                              |
| 2018        | Vila Helena (4)                             | EC Enquadros                                |
| 2019        | Vila Helena (5)                             | EC Enquadros                                |
| 2020 e 2021 | Não disputado devido à Pandemia de COVID-19 | Não disputado devido à Pandemia de COVID-19 |
| 2022        | Vila Helena (6)                             | EC Enquadros                                |
| 2023        | Vila Helena (7)                             | América                                     |

: Campeão invicto
| Equipe                  | Títulos | Anos                                                                    |
| ----------------------- | ------- | ----------------------------------------------------------------------- |
| América                 | 12      | 1960, 1961, 1979, 1981, 1982, 1985, 1988, 1991, 1992, 2005, 2006 e 2015 |
| Grêmio Santa Terezinha  | 7       | 1958, 1962, 1966, 1967, 1975, 1977 e 1978                               |
| Vila Helena             | 7       | 2010, 2011, 2017, 2018, 2019, 2022 e 2023                               |
| Nova Esperança          | 4       | 2004, 2008, 2009 e 2014                                                 |
| Laranjeiras             | 3       | 1999, 2000 e 2001                                                       |
| Brahma FC               | 2       | 1968 e 1969                                                             |
| Olaria FC               | 2       | 1971 e 1972                                                             |
| Gênova                  | 2       | 1973 e 1974                                                             |
| Barcelona               | 2       | 1990 e 1993                                                             |
| Ferroviária             | 2       | 1989 e 1994                                                             |
| Avenida                 | 2       | 2002 e 2003                                                             |
| Paulistano              | 2       | 1986 e 2016                                                             |
| Pinheiros               | 1       | 1957                                                                    |
| III Centenário          | 1       | 1959                                                                    |
| Botafogo                | 1       | 1963                                                                    |
| Camargo Corrêa          | 1       | 1964                                                                    |
| Canto do Rio (Supiriri) | 1       | 1965                                                                    |
| Rio Acima               | 1       | 1970                                                                    |
| Alber Flex              | 1       | 1976                                                                    |
| Canto do Rio            | 1       | 1980                                                                    |
| Perico                  | 1       | 1983                                                                    |
| Coral Tintas            | 1       | 1984                                                                    |
| Nacional                | 1       | 1987                                                                    |
| Monte Negro             | 1       | 1995                                                                    |
| Grêmio Brigadeiro       | 1       | 1996                                                                    |
| Jardim dos Estados      | 1       | 1997                                                                    |
| EC Paulista             | 1       | 1998                                                                    |
| Paranazinho             | 1       | 2012                                                                    |
| AA Beira Rio            | 1       | 2013                                                                    |

Em negrito equipes em atividade.

### Taça Palácio dos Tropeiros
| 1980        | Jardim América                              |
| 1981        | AA Parada do Alto                           |
| 1982        | Perico                                      |
| 1983        | Cianê                                       |
| 1984        | Guadalajara                                 |
| 1985        | Atlético do Éden                            |
| 1986        | AA Beira Rio                                |
| 1987        | Grêmio Brigadeiro                           |
| 1988        | GE Nova Sorocaba                            |
| 1989        | EC Paulista                                 |
| 1990        | Corinthians da Vila Haro                    |
| 1991        | Jardim Manchester                           |
| 1992        | Não realizado                               |
| 1993        | Palestra Vila Formosa                       |
| 1994        | Unidos da Vila Rica                         |
| 1995        | EC Gunhê                                    |
| 1996        | Itanguá II                                  |
| 1997        | AA Alvorada Ipanema do Meio                 |
| 1998        | União Mineirão                              |
| 1999        | Jardim Planalto                             |
| 2000        | Unidos da Vila Rica                         |
| 2001        | AA Beira Rio                                |
| 2002        | Palestra Vila Formosa                       |
| 2003        | Vila Carvalho                               |
| 2004        | GE Nova Sorocaba                            |
| 2005        | Cajuru do Sul                               |
| 2006        | Atalanta                                    |
| 2007        | Não disputado                               |
| 2008        | CA João Romão                               |
| 2009        | Alvorada Jardim Refúgio                     |
| 2010        | AA Santa Cruz                               |
| 2011        | Grêmio Santa Terezinha                      |
| 2012        | AAFM/Galacticos                             |
| 2013        | EC Habiteto                                 |
| 2014        | Vila Hortência                              |
| 2015        | Avenida                                     |
| 2016        | Monte Negro                                 |
| 2017        | Sporting Aparecidinha                       |
| 2018        | Xúris                                       |
| 2019        | Paranazinho                                 |
| 2020 e 2021 | Não disputado devido à Pandemia de COVID-19 |
| 2022        | Manchester Paulista                         |
| 2023        | Unidos Zona Leste                           |

### Taça Baltazar Fernandes
| 1983        | Ferroviária                                 |
| 1984        | Cajuru do Sul                               |
| 1985        | Grêmio Brigadeiro                           |
| 1986        | Lopes de Oliveira                           |
| 1987        | Jardim São Marcos                           |
| 1988        | Olaria Rodrigues                            |
| 1989        | Clujobe                                     |
| 1990        | SR Alvorada                                 |
| 1991        | Parque Esmeralda                            |
| 1992        | Não realizado                               |
| 1993        | Carrefour                                   |
| 1994        | Maria Eugênia                               |
| 1995        | União Mineirão                              |
| 1996        | Parque São Bento                            |
| 1997        | AA Casa Verde                               |
| 1998        | Maria Eugênia                               |
| 1999        | SR Santos FC                                |
| 2000        | Vila Carvalho                               |
| 2001        | Itanguá II                                  |
| 2002        | Vila Progresso                              |
| 2003        | Cajuru do Sul                               |
| 2004        | Grêmio Santa Terezinha                      |
| 2005        | Gerações Unidas                             |
| 2006        | CA João Romão                               |
| 2007        | Não disputado                               |
| 2008        | Alvorada Jardim Refúgio                     |
| 2009        | Ipê FC                                      |
| 2010        | Corinthinha do Éden                         |
| 2011        | AA Avalanche                                |
| 2012        | Atlético do Éden                            |
| 2013        | Vila Hortência                              |
| 2014        | Cipack FC                                   |
| 2015        | Josane                                      |
| 2016        | Sport Sorocaba                              |
| 2017        | Asa Branca                                  |
| 2018        | Unidos Zona Leste                           |
| 2019        | EC Nova Geração                             |
| 2020 e 2021 | Não disputado devido à Pandemia de COVID-19 |
| 2022        | Corinthinha do Éden                         |
| 2023        | Barão FC                                    |

### Taça Manchester Paulista
| 2019        | Unidos do São Guilherme                     |
| 2020 e 2021 | Não disputado devido à Pandemia de COVID-19 |
| 2022        | Alamino                                     |
| 2023        | SESE                                        |

## Torneio Início
O Torneio Início de Sorocaba, assim como os dos demais estados, foi uma tradicional competição realizada em um único dia, reunindo os clubes que participariam do Campeonato Citadino. Sua primeira edição aconteceu em 1931, onde saiu campeão o Sorocaba Futebol Clube. Baseado no Torneio Início Carioca, as partidas duravam apenas 20 minutos (10 por tempo). Apenas a final era maior: 60 minutos (30 por tempo). Além disso, o desempate foi resolvido de duas formas diferentes, dependendo do ano da disputa: ou pelo número de escanteios ou por disputa de pênaltis (contudo, nesse caso, havia três rodadas de pênaltis por equipe até a definição do vencedor - e todos os pênaltis deveriam ser batidos pelo mesmo jogador). Em 1951 e 1952 25 clubes participaram da competição, caracterizando os maiores torneios início do país na época.

### Campeões do Torneio Início Citadino
| Ano  | Campeão          |
| ---- | ---------------- |
| 1931 | Sorocaba FC      |
| 1932 | AA Scarpa        |
| 1933 | Estrada          |
| 1941 | Estrada          |
| 1942 | CA Votorantim    |
| 1943 | Estrada          |
| 1944 | Estrada          |
| 1945 | Estrada          |
| 1946 | AA Scarpa        |
| 1947 | CA Votorantim    |
| 1948 | Juventus FC      |
| 1949 | São Bento        |
| 1950 | CA Votorantim    |
| 1951 | Floresta FC      |
| 1952 | Estrada          |
| 1953 | Santos FC        |
| 1954 | Estrada          |
| 1955 | EC Corinthians   |
| 1956 | Fluminense FC    |
| 1957 | EC Corinthians   |
| 1958 | Fortaleza Clube  |
| 1959 | São Bento        |
| 1960 | EC Corinthians   |
| 1961 | Não realizado    |
| 1962 | Metidieri FC     |
| 1963 | Func. Municipais |
| 1964 | CA Operário      |
| 1965 | Estrada          |
| 1966 | Fortaleza Clube  |
| 1967 | Fortaleza Clube  |
| 1968 | Brahma FC        |
| 1970 | Fortaleza Clube  |
| 1971 | São Bento        |
| 1975 | São Bento        |
| 1976 | Monte Negro      |

### Campeões do Torneio Início Varzeano
| Ano  | Campeão                 |
| ---- | ----------------------- |
| 1957 | América                 |
| 1961 | Guarani                 |
| 1962 | Comercial de Votorantim |
| 1963 | Não realizado           |
| 1964 | Estrela FC              |
| 1965 | AA Parada do Alto       |
| 1966 | Santos FC               |
| 1967 | EC Unidos               |
| 1968 | Paulistano              |
| 1969 | Brahma FC               |
| 1970 | Nacional Esportivo      |
| 1971 | Atlética Árvore Grande  |
| 1972 | Santa Terezinha         |
| 1984 | América                 |
| 1985 | América                 |
| 1987 | Cajuru do Sul           |
| 1988 | América                 |
| 1999 | Monte Negro             |
| 2000 | Barcelona               |

## Temporada 2023

### Taça Cidade de Sorocaba
| Grupo A         | Grupo B            |
| --------------- | ------------------ |
| Dálmatas        | América            |
| Democratas      | Avenida            |
| Gunhê           | Asa Branca         |
| Maria Eugênia   | Enquadros          |
| Nova Esperança  | Jardim dos Estados |
| Paranazinho     | Jardim Planalto    |
| Paulistano      | Pieroni            |
| Santa Terezinha | São Guilherme      |
| Vila Haro       | Xúris              |
| Vila Helena     |                    |

Asa Branca, Santa Terezinha e Xúris rebaixados à Taça Palácio dos Tropeiros de 2024, o Paranazinho foi punido com a exclusão do torneio.

### Taça Palácio dos Tropeiros
| Grupo A               | Grupo B               |
| --------------------- | --------------------- |
| Alvorada Jd. Refúgio  | Boca Madella          |
| Atlético Brasil       | Gerações Unidas       |
| Corinthinha do Éden   | Grêmio Vitória Régia  |
| Jardim Sol Nascente   | Jardim Manchester     |
| Josane                | Laranjeiras           |
| Juventude             | Magnólia              |
| Novo Horizonte        | Nova Geração          |
| Sport Sorocaba        | Olaria Vila Progresso |
| Sporting Aparecidinha | Real Valência         |
| Unidos da Zona Leste  | Rio das Pedras        |

#### Final
| Local                | Dia   | Hora  | Mandante          | Placar | Visitante       |
| -------------------- | ----- | ----- | ----------------- | ------ | --------------- |
| Walter Ribeiro (CIC) | 17/09 | 09:00 | Unidos Zona Leste | 2 x 0  | Atlético Brasil |

Unidos da Zona Leste (campeão), Atlético Brasil (Vice), Magnólia, Alvorada Jardim Refúgio e Nova Geração conquistaram o acesso à Taça Cidade de Sorocaba de 2024. A equipe do Corinthinha do Éden foi punida com a exclusão do campeonato e o rebaixamento à Taça Manchester Paulista.

### Taça Baltazar Fernandes
| Grupo A                 | Grupo B        | Grupo C           | Grupo D            |
| ----------------------- | -------------- | ----------------- | ------------------ |
| Braga FC                | Casa Branca    | Atlético Paulista | Ferroviária        |
| La Máfia                | Celta          | Colorado          | Lago Country       |
| União do Mineirão       | Monte Negro    | Nova Sorocaba     | Maria Cristina     |
| Unidos do São Guilherme | Nova Era       | União BTK         | Sousa Independente |
| Tigão do Éden           | Lely's Lanches | União Zona Norte  | Vila Maria         |

| Grupo E                | Grupo F                  | Grupo G       | Grupo H              |
| ---------------------- | ------------------------ | ------------- | -------------------- |
| Alamino                | Barão FC                 | Água Vermelha | Família Só Humildade |
| América L. de Oliveira | CAVA Aparecidinha        | Alvorada      | Habiteto             |
| Flamengo Paulista      | Cedega                   | Beira Rio     | Jardim Los Angeles   |
| Iporanga               | Olaria Brigadeiro Tobias | Botafogo R3   | Santa Cruz           |
| São Raimundo           | Portuguesa Vila Assis    | Jandaia       | Red                  |

#### Final[8]
| Local              | Dia   | Hora  | Mandante | Placar | Visitante |
| ------------------ | ----- | ----- | -------- | ------ | --------- |
| Campo do Barcelona | 02/07 | 10:00 | Barão FC | 2-1    | Braga FC  |

Barão FC, campeão, Braga FC, Santa Cruz e CAVA Aparecidinha conquistaram o acesso à Taça Palácio dos Tropeiros de 2024. As equipes do Nova Era e Vila Maria foram rebaixados e excluídos por W.O.